# Prunay-Cassereau
Prunay-Cassereau – miejscowość i gmina we Francji, w Regionie Centralnym, w departamencie Loir-et-Cher.
Według danych na rok 1990 gminę zamieszkiwało 520 osób, a gęstość zaludnienia wynosiła 16 osób/km² (wśród 1842 gmin Centre, Prunay-Cassereau plasuje się na 668. miejscu pod względem liczby ludności, natomiast pod względem powierzchni na miejscu 296.).